# Berijew MP-1
Berijew MP-1 – radziecki wodnosamolot. Powstał ok. 1932 roku. MP-1 był pierwszym radzieckim wodnosamolotem pasażerskim o znacznym komforcie. Latał na trasie z Jałty do Odessy. Pierwszy lot tej maszyny odbył się w 1933 roku. Od 1934 roku Aerofłot używał samolotów do regularnych połączeń. W użyciu pozostał do 1950 roku. W czasie II wojny światowej samolot był wykorzystywany do lotów polarnych, do lotów rozpoznawczych i lotów transportowych.